# Моледу (Лориньян)
Моледу (порт. Moledo) — район (фрегезия) в Португалии, входит в округ Лиссабон. Является составной частью муниципалитета Лориньян. По старому административному делению входил в провинцию Эштремадура. Входит в экономико-статистический субрегион Оэште, который входит в Центральный регион. Население составляет 425 человек на 2001 год. Занимает площадь 7,40 км².
Покровителем района считается Святой Дух (порт. Espírito Santo).